# Amsterdam (Montana)
Amsterdam – jednostka osadnicza w Stanach Zjednoczonych, w stanie Montana, w hrabstwie Gallatin.